# 1999 VO72
1999 VO72 är en asteroid i huvudbältet som upptäcktes den 15 november 1999 av Beijing Schmidt CCD Asteroid Program vid Xinglong-observatoriet.
Asteroiden har en diameter på ungefär 11 kilometer och den tillhör asteroidgruppen Eos.